# Drapeau de la république démocratique du Congo
 (juin 2020).
Si vous disposez d'ouvrages ou d'articles de référence ou si vous connaissez des sites web de qualité traitant du thème abordé ici, merci de compléter l'article en donnant les références utiles à sa vérifiabilité et en les liant à la section « Notes et références ».

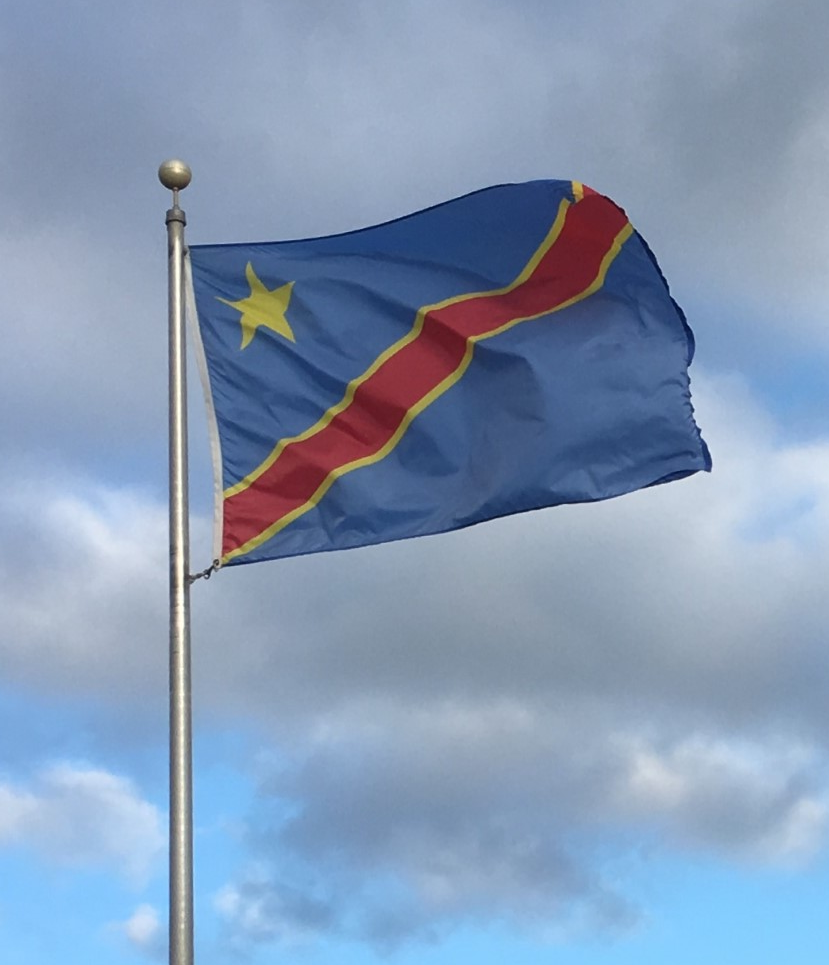

Le drapeau de la république démocratique du Congo est son emblème et drapeau national depuis le 18 février 2006.

## Description
La constitution de la république démocratique du Congo du 18 février 2006 traite du drapeau national à son titre I consacré à l'État et à la souveraineté – plus précisément au premier chapitre du titre précité qui, en traitant de l'État, définit et instaure ses emblèmes dont le drapeau. Ainsi, le constituant a disposé à l'article premier alinéa 2 : « Son emblème est le drapeau bleu ciel, orné d’une étoile jaune dans le coin supérieur gauche et traversé en biais d’une bande rouge finement encadrée de jaune. »
La couleur bleu ciel symbolise la paix, la bande rouge représente le sang des martyrs, la couleur jaune est le signe de la richesse du pays tandis que l’étoile jaune renvoie à un pays uni promis à un avenir radieux.
En héraldique, le drapeau de la RDC peut être décrit de la manière suivante : D'azur, à la barre de gueules bordée d'or, accompagné au canton dextre du chef d'une étoile à cinq rais du même.

## Histoire
Le premier drapeau du Congo fut créé pour l'Association internationale africaine du roi Léopold II de Belgique, et représentait une étoile à cinq branches en son centre sur un fond bleu foncé, supposément dessiné par Henry Morton Stanley, représentant la lumière de la civilisation illuminant l'Afrique noire. Ce drapeau fut utilisé pour l'État indépendant du Congo, puis le Congo belge.
Après l'indépendance du Congo, le 30 juin 1960, six étoiles furent ajoutées au drapeau, représentant les six provinces composant le Congo belge de l'époque.
En 1963, à la suite de la rébellion du Katanga et le coup d'État du général Mobutu, un nouveau drapeau fut adopté, lui aussi de couleur bleue, avec cette fois-ci une seule étoile jaune dans le coin supérieur gauche et une frange diagonale de couleur rouge avec les bords jaunes. Il fut légèrement modifié en 1966.
En 1971, le drapeau changea en même temps que le nom du pays. Le drapeau de la république du Zaïre était de fond vert clair, avec un disque jaune en son centre, dans lequel se trouve une main portant une torche aux flammes rouges.
En 1997, à la chute du régime du général Mobutu, le drapeau de l'indépendance fut à nouveau adopté.
En 2005, la nouvelle constitution prévoit de rétablir un drapeau proche de celui de 1966. Après l'adoption de la constitution, ce drapeau est officiellement hissé le 18 février 2006.

Drapeau de l'Association internationale africaine, de l'État indépendant du Congo et du Congo belge (1877-1960)
Drapeau de la république du Congo-Léopoldville (1960-1963)
Drapeau de 1963 à 1966
Drapeau de la république démocratique du Congo (1966-1971)
Drapeau du Zaïre (1971-1997)
Drapeau de la république démocratique du Congo (1997-2003)
Drapeau de la république démocratique du Congo (2003-2006)

## Protection juridique
L'article 138 du code pénal congolais érige en infraction l'outrage à l'emblème du pays. Cet outrage peut s'entendre comme tout acte, tout geste susceptible d'affecter l'intégrité du drapeau ou de dégrader sa valeur emblématique et symbolique représentative de l'identité et de l'unité nationale.